# Latirus tigroides
Latirus tigroides is een slakkensoort uit de familie van de Fasciolariidae. De wetenschappelijke naam van de soort is voor het eerst geldig gepubliceerd in 1975 door Kilburn.